# Heinrich Schläppi
Heinrich Schläppi, född 30 april 1905 i Leysin i Vaud, död 18 februari 1958, var en schweizisk bobåkare. Han vann guld i fyrmansbob vid olympiska vinterspelen 1924 i Chamonix. Han var bror till bobåkaren Alfred Schläppi.